# طرف السرطان
أو بيتا السرطان Beta Cancri اسمه التقليدي Tarf مشتق من الاسم العربي وهو نجم ثنائي في كوكبة السرطان.
يبعد 290 سنة ضوئية عن الأرض. النجم الرئيسي طرف السرطان آ هو نجم عملاق ينتمي إلى الفئة الطيفية K ويبلغ قدره الظاهري +3.5 ، ويتوضع النجم الثانوي طرف السرطان ب على زاوية تبلغ 29 ثانية قوسية